# Dire Straits (album)
Dire Straits je debutové hudební album britské rockové skupiny Dire Straits; vyšlo v říjnu 1978 u společnosti Vertigo. pod kódem 6360 162
Singl "Sultans of Swing" se na jaře 1979 USA dostal do "Top five" a v britské hitparádě poté dosáhl osmé příčky. Skladba "Water of Love" byla také vydána jako singl, ale chytila se pouze v Austrálii, kde dosáhla 54. pozice. V Evropě se alba prodalo čtyři milióny kopií, zatímco v USA milionů dva.

## Seznam skladeb
1. "Down to the Waterline" – 3:55
2. "Water of Love" – 5:23
3. "Setting Me Up" – 3:18
4. "Six Blade Knife" – 4:10
5. "Southbound Again" – 2:58
6. "Sultans of Swing" – 5:47
7. "In the Gallery" – 6:16
8. "Wild West End" – 4:42
9. "Lions" – 5:05

### Sestava
- Mark Knopfler – sólová a doprovodná kytara, zpěv
- John Illsley – baskytara, doprovodné vokály
- David Knopfler – doprovodná kytara, doprovodné vokály
- Pick Withers – bicí